# Esther Alsina Galofré
Esther Alsina Galofré  (Vilanova i la Geltrú, Garraf, 26 de novembre de 1984) és una historiadora i il·lustradora. Doctora en història de l'art per la Universitat de Barcelona (2015), es llicencià en belles arts el 2007 i obtingué un màster en gestió del patrimoni cultural el 2009.
Com a il·lustradora i dissenyadora gràfica, ha col·laborat en publicacions diverses, i va ser premiada per alguns dels seus treballs gràfics.
Ha col·laborat amb la Biblioteca de Catalunya, amb el fons patrimonial de la Universitat de Barcelona, i amb la Biblioteca Museu Víctor Balaguer (2009-2010). Des del 2011 és professora del Departament d'Història de l'Art de la Universitat de Barcelona.
Ha publicat El fons documental d'Antoni Ollé Pinell (Barcelona 1997-1981) a l'Arxiu Comarcal del Baix Penedès -amb Imma Socias- (Departament de Cultura de la Generalitat de Catalunya / Consell Comarcal Baix Penedès, El Vendrell 2015), El col·leccionisme com a agent professionalitzador i vector de dinamisme sociocultural (Barcelona, Oriol Vaz, 2008), i articles sobre el “Llegat 1956” de la Biblioteca-Museu V. Balaguer (Revista de Catalunya, Barcelona, 2009; Quaderns de Patrimoni del Garraf, Vilanova i la Geltrú, 2010, i Butlletí de la Biblioteca Museu Víctor Balaguer, Vilanova i la Geltrú, 2010); «Conèixer Josep Gudiol des de la veu dels seus deixebles» (e-art Documents, Barcelona, 2010), i «La pintura mural de Dionís Baixeras. 1862-1943» (Goya. Revista de Arte, Madrid 1915).
Ha col·laborat als volums Atles paisatgístic de les terres de Girona, juntament amb Maria de Lluc Serra i Jordi Gimferrer (Girona, Diputació de Girona, 2010), Joies del Modernisme català (Barcelona, Enciclopèdia Catalana, 2011), Pintura històrica catalana. Art i memoria (Editorial Base, Barcelona 2015) i Pintura catalana. El Modernisme (Enciclopèdia Catalana, Barcelona 2016), i al portal Culturcat (Barcelona, Departament de Cultura, Generalitat de Catalunya, 2009). Des del 2011, juntament amb Enric Orriols, està elaborant la biografia i el catàleg raonat de l'obra del pintor Dionís Baixeras (1862-1943). Té el Premi de la Societat Catalana d'Estudis Històrics (2012), i el Josep Pijoan, de l'IEC (2015), per la seva tesi doctoral sobre la Societat Artística i Literària de Catalunya., publicada per Memoria Artium (Bellaterra. 2021).
Ha pronunciat conferències i ha participat en simposis en el marc d'un projecte de R+D de la Universitat de Barcelona.
L'any 2020 rep un accèssit en la 62a convocatòria del Premi Iluro de monografia històrica, humanitats i ciències socials amb el treball que porta per títol Dionís Baixeras 1862-1943. Un pintor entre el Maresme i els Pirineus, publicat per la Fundació Iluro (Mataró 2021).